# Ermila
Ermila (en àrab الرميلة, ar-Rmīla; en amazic ⵜⴳⴳⵓⵔ) és una comuna rural de la província de Boulemane, a la regió de Fes-Meknès, al Marroc. Segons el cens de 2014 tenia una població total de 7.690 persones.